# Europäisches Diplom für geschützte Gebiete

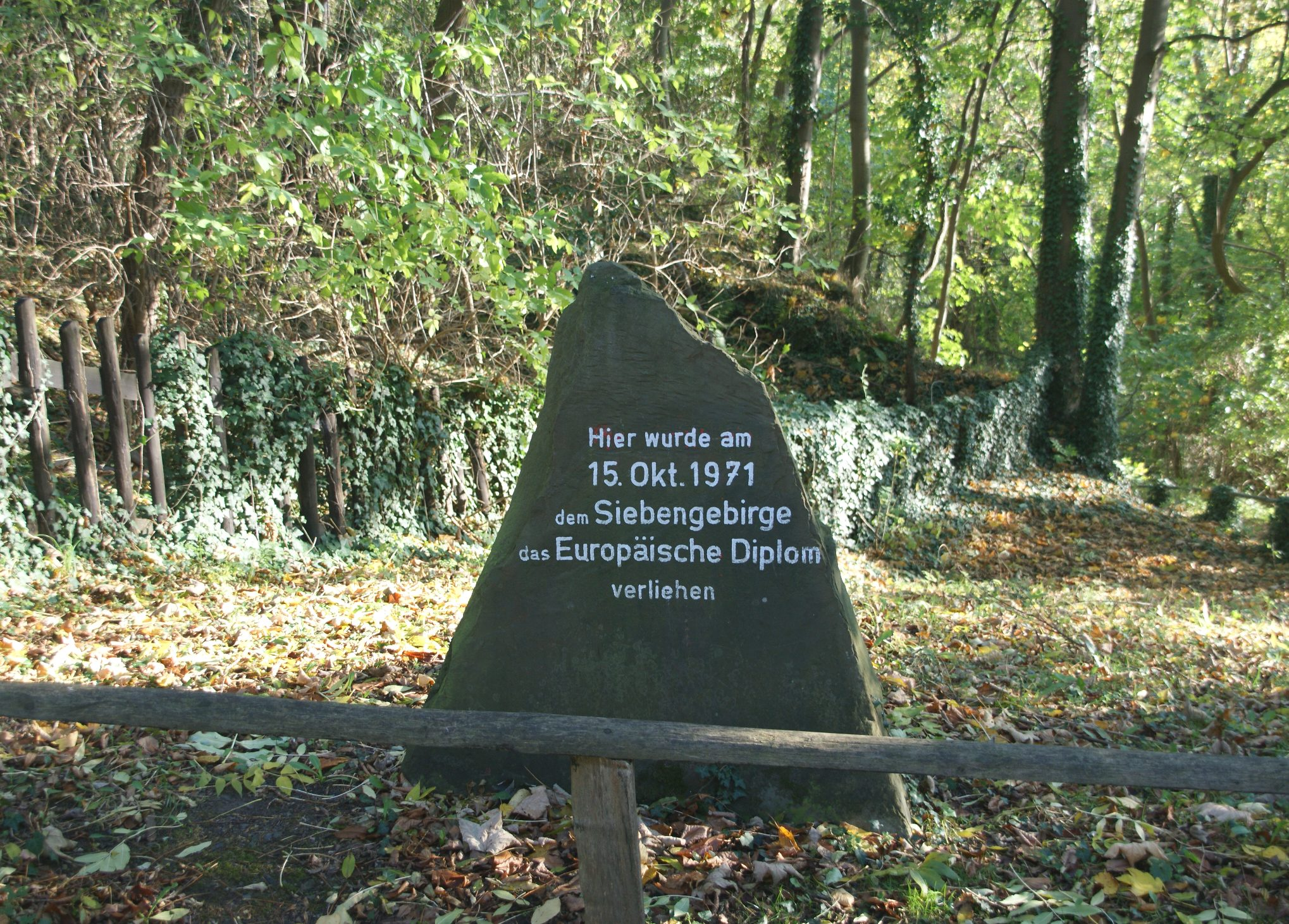
Gedenkstein zur Vergabe des Europäischen Diploms im Siebengebirge

Das Europäische Diplom für geschützte Gebiete ist eine vom Europarat vergebene Auszeichnung. Der Europarat, der am 5. Mai 1949 gegründet worden war, beschäftigt sich seit über 40 Jahren mit den Aufgabengebieten des Natur- und Umweltschutzes. Er ist damit eine internationale Organisation, die grenzüberschreitend in den genannten Gebieten arbeitet.

## Diplom
Die Einführung des Diploms fand im Jahr 1965 mit der Resolution (65)6 statt. Damals wurde festgelegt, dass das Diplom eine Geltungsdauer von fünf Jahren besitzt und eine fortlaufende Wiederverleihung für weitere fünf Jahre möglich ist. Das Diplom wird an natürliche oder naturnahe Gebiete, die von europäischer Bedeutung sind, verliehen. Das Diplom soll die biologische, geologische und landschaftliche Vielfalt sichern. Im Jahr 1999 erfolgt eine Umbenennung des „Europäischen Naturschutzdiploms für geschützte Landschaften, Reservate und Naturdenkmäler“ in „Europäisches Diplom für geschützte Gebiete“.

## Vergabesystem
Nach dem Eingang einer neuen Bewerbung für ein Diplom wird zunächst von der „Natural Heritage Division“ die Tauglichkeit überprüft. Liegt eine europäische Bedeutung sowie eine grundsätzliche Eignung vor, findet eine Überprüfung und Betrachtung vor Ort statt. Nach der Begutachtung wird ein daraus erstelltes Gutachten einer Expertengruppe vorgelegt, die das Diplom verleihen (meist geschieht dies in Verbindung mit Auflagen, die eingehalten werden müssen), es begründet abweisen oder das Gebiet zeitlich zurückstellen und die Erfüllung bestimmter Kriterien fordern kann.
Gebiete, die mit dem Europäischen Diplom für geschützte Gebiete ausgezeichnet wurden, müssen jährlich einen Bericht über die Entwicklung sowie über aktuelle Ereignisse verfassen.
Alle fünf Jahre findet eine Begutachtung durch einen Sachverständigen statt, der einen Bericht zu dem Gebiet, in dem das Diplom bereits vergeben wurde, anfertigen muss. Teile dieses Berichtes können zum Beispiel neue oder geänderte Auflagen, Empfehlungen oder auch eine Nicht-Verlängerung sein.

## Gebiete mit Naturschutzdiplom
Insgesamt wurden bisher 74 Gebiete bzw. Objekte in 29 Staaten mit dem Diplom ausgezeichnet.
| Nr. | Bild | Gebiet                                                     | Land                   | Jahr der Auszeichnung |
| --- | ---- | ---------------------------------------------------------- | ---------------------- | --------------------- |
| 1   |      | Naturschutzgebiet Hohes Venn                               | Belgien                | 1966                  |
| 2   |      | Regionaler Naturpark Camargue                              | Frankreich             | 1966                  |
| 3   |      | Nationalpark Peak District                                 | Vereinigtes Königreich | 1966                  |
| 4   |      | Naturdenkmal Krimmler Wasserfälle                          | Österreich             | 1967                  |
| 5   |      | Naturschutzgebiet Lüneburger Heide                         | Deutschland            | 1967                  |
| 6   |      | Nationalpark Muddus                                        | Schweden               | 1967                  |
| 7   |      | Nationalparke Sarek und Padjelanta                         | Schweden               | 1967                  |
| 8   |      | Schweizerischer Nationalpark                               | Schweiz                | 1967                  |
| 9   |      | Nationalpark Abruzzen, Latium und Molise                   | Italien                | 1967                  |
| 10  |      | Naturschutzgebiet Wollmatinger Ried – Untersee – Gnadensee | Deutschland            | 1968                  |
| 11  |      | Naturschutzgebiet Boschplaat                               | Niederlande            | 1970                  |
| 12  |      | Naturschutzgebiet Siebengebirge                            | Deutschland            | 1971                  |
| 13  |      | Deutsch-Luxemburgischer Naturpark                          | Deutschland Luxemburg  | 1973                  |
| 14  |      | Nationalpark Vanoise                                       | Frankreich             | 1976                  |
| 15  |      | Kuşcenneti-Nationalpark                                    | Türkei                 | 1976                  |
| 16  |      | Naturschutzgebiet Weltenburger Enge                        | Deutschland            | 1978                  |
| 17  |      | Nationalpark Weiße Berge (Lefka Ori) in Kreta              | Griechenland           | 1979                  |
| 18  |      | Naturschutzgebiet Minsmere                                 | Vereinigtes Königreich | 1979                  |
| 19  |      | Nationales Naturschutzgebiet Beinn Eighe                   | Vereinigtes Königreich | 1983                  |
| 20  |      | Purbeck Heritage Coast                                     | Vereinigtes Königreich | 1984                  |
| 21  |      | Landschaftsschutzgebiet Fair Isle                          | Vereinigtes Königreich | 1985                  |
| 22  |      | Naturschutzgebiet Scandola                                 | Frankreich             | 1985                  |
| 23  |      | Naturschutzgebiet Sasso Fratino                            | Frankreich             | 1985                  |
| 24  |      | Nationalpark Coto de Doñana                                | Spanien                | 1985                  |
| 25  |      | Nationalpark Bayerischer Wald                              | Deutschland            | 1986                  |
| 26  |      | Nationalpark Ordesa und Monte Perdido                      | Spanien                | 1988                  |
| 27  |      | Nationalpark Store Mosse                                   | Schweden               | 1988                  |
| 28  |      | Naturschutzgebiete Bullerö und Långvisskär                 | Schweden               | 1988                  |
| 29  |      | Montecristo                                                | Italien                | 1988                  |
| 30  |      | Naturschutzgebiet Wurzacher Ried                           | Deutschland            | 1989                  |
| 31  |      | Nationalpark El Teide                                      | Spanien                | 1989                  |
| 32  |      | Nationalpark Berchtesgaden                                 | Deutschland            | 1990                  |
| 33  |      | Nationalpark Écrins                                        | Frankreich             | 1990                  |
| 34  |      | Naturpark Maremma                                          | Italien                | 1992                  |
| 35  |      | Selvagens-Inseln                                           | Portugal               | 1992                  |
| 36  |      | Nationalpark Mercantour                                    | Frankreich             | 1993´                 |
| 37  |      | Naturpark Seealpen                                         | Italien                | 1993                  |
| 38  |      | Landschaftsschutzgebiet Wachau                             | Österreich             | 1994                  |
| 39  |      | Nationales Biosphärenreservat Oka                          | Russland               | 1994                  |
| 40  |      | Teberda-Naturreservat                                      | Russland               | 1994                  |
| 41  |      | Fossilien-Naturschutzgebiet Ipolytarnóc                    | Ungarn                 | 1995                  |
| 42  |      | Naturschutzgebiet Szénás-Hügel                             | Ungarn                 | 1995                  |
| 43  |      | Staatliches Reservat Berezinsky                            | Belarus                | 1995                  |
| 44  |      | Nationalpark Weerribben-Wieden                             | Niederlande            | 1995                  |
| 45  |      | Nationalpark Seitseminen                                   | Finnland               | 1996                  |
| 46  |      | Ekenäs-Schärennationalpark                                 | Finnland               | 1996                  |
| 47  |      | Nationalpark Belovezhskaya Pushcha                         | Belarus                | 1997                  |
| 48  |      | Nationalpark Port-Cros                                     | Frankreich             | 1997                  |
| 49  |      | Biosphärenreservat Karpaten                                | Ukraine                | 1997                  |
| 50  |      | Nationalpark Poloniny                                      | Slowakei               | 1998                  |
| 51  |      | Bieszczady-Nationalpark                                    | Polen                  | 1998                  |
| 52  |      | Nationales Naturschutzgebiet Dobročský                     | Slowakei               | 1998                  |
| 53  |      | Naturschutzgebiet Kostomukscha                             | Russland               | 1998                  |
| 54  |      | Zentrales Schwarzerde-Naturreservat                        | Russland               | 1998                  |
| 55  |      | Naturentwicklungsgebiet De Oostvaardersplassen             | Niederlande            | 1999                  |
| 56  |      | Landschaftsschutzgebiet Bílé Karpaty                       | Tschechien             | 2000                  |
| 57  |      | Nationales Naturschutzgebiet Karlštejn                     | Tschechien             | 2000                  |
| 58  |      | Nationalpark Podyji                                        | Tschechien             | 2000                  |
| 59  |      | Biosphärenreservat Donaudelta                              | Rumänien               | 2000                  |
| 60  |      | Nationalpark Thayatal                                      | Österreich             | 2003                  |
| 61  |      | Nationalpark Matsalu                                       | Estland                | 2003                  |
| 62  |      | Vulkanische Phänomene auf der Halbinsel Tihany             | Ungarn                 | 2003                  |
| 63  |      | Nationalpark Triglav                                       | Slowenien              | 2004                  |
| 64  |      | Naturschutzgebiet Naardermeer                              | Niederlande            | 2004                  |
| 65  |      | Parco naturale di Migliarino, San Rossore, Massaciuccoli   | Italien                | 2005                  |
| 66  |      | Nationalpark Gran Paradiso                                 | Italien                | 2006                  |
| 67  |      | Nationalpark Piatra Craiului                               | Rumänien               | 2006                  |
| 68  |      | Nationalpark Retezat                                       | Rumänien               | 2008                  |
| 69  |      | Nationalpark Zentralbalkan                                 | Bulgarien              | 2009                  |
| 70  |      | Chosrow-Reservat                                           | Armenien               | 2013                  |
| 71  |      | Burren                                                     | Irland                 | 2013                  |
| 72  |      | Naturreservat Desertas                                     | Portugal               | 2014                  |
| 73  |      | Vashlovani-Nationalpark                                    | Georgien               | 2015                  |
| 74  |      | Regionalpark Gallipoli Cognato                             | Italien                | 2020                  |